# Chloroselas vansomereni
Chloroselas vansomereni is een vlinder uit de familie van de Lycaenidae. De wetenschappelijke naam van de soort is voor het eerst gepubliceerd in 1966 door Thomas Herbert Elliot Jackson.
De soort komt voor in Kenia.